# 인드라 랄 로이

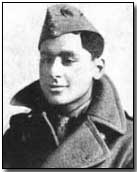
인드라 랄 로이.

인드라 랄 로이(벵골어: ইন্দ্রলাল রায়, 영어: Indra Lal Roy, 1898년 12월 2일 ~ 1918년 7월 22일)는 인도 출신의 영국의 파일럿이다. 1898년 콜카타에서 출생, 영국 유학을 하다가 1917년 영국 왕실 공군에 입대했다.
제1차 세계 대전 이 일어나자 제40 전투 비행대에 발령되었고, 1918년 7월 6일 첫 격추를 기록하였다. 그 후 로이는 총 10기의 독일 전투기를 격추시켰다. 1918년 7월 22일 공중전 도중 독일 전투기의 공격을 받아 19세의 나이로 사망하였다.